# Ruta Nacional 440 (Japón)
La Ruta Nacional 440 (国道440号 Kokudō 440-gō?) es una ruta que comunica la Ciudad de Matsuyama de la Prefectura de Ehime con el Pueblo de Yusuhara (檮原町 Yusuhara-chō?) del Distrito de Takaoka (高岡郡 Takaoka-gun?) de la Prefectura de Kochi.

## Características
Está comunicada a la Ruta Nacional 33 mediante el Bypass Ochide (落出バイパス Ochide-baipasu?), el cual cuenta con un puente en espiral y dos túneles, y fue inaugurado en el 2003. Actualmente se están completando las obras de construcción de dos carriles por mano para todo el trayecto, y la construcción de la Ruta Chiyoshi (地芳道路 Chiyoshi-dōro?). Esta última permitirá circular por la ruta durante las lluvias torrenciales estivales y en épocas invernales, que anteriormente hubiesen obligado directamente a restringir su circulación, además permitirá reducir el tiempo de viaje en unos 40 minutos.

## Datos
- Distancia total: 96,0 km
- Punto de inicio: Cruce Shiyakushomae (市役所前交差点 Shiyakushomae-kōsaten?) de la Ciudad de Matsuyama, en la Prefectura de Ehime. También es el punto final de las rutas nacionales 11, 33 y 56; y el punto de inicio de las rutas nacionales 317, 379 y 494.
- Punto final: Cruce con la Ruta Nacional 197 en el Pueblo de Yusuhara de la Prefectura de Kochi.

## Historia
- 1956: se la declara Ruta Prefectural.
- 1971: se la declara Ruta Principal Regional.
- 1972: el 16 de marzo pasa a ser la Ruta Prefectural 1 (primera ruta prefectural numerada).
- 1982: el 1° de abril se la declara Ruta Nacional 440.
- 2003: se inaugura el Bypass Ochide.

## Tramos compartidos
- Desde el Cruce Shiyakushomae (市役所前交点 Shiyakushomae-kōten?) hasta el distrito Kosaka (小坂?), ambas en la Ciudad de Matsuyama de la Prefectura de Ehime. Tramo Compartido con las rutas nacionales 11 y 494.
- Desde el Cruce Shiyakushomae hasta el Cruce Katsuyama (勝山交差点 Katsuyama-kōsaten?), ambas en la Ciudad de Matsuyama de la Prefectura de Ehime. Tramo compartido con la Ruta Nacional 317.
- desde el Cruce Shiyakushomae de la Ciudad de Matsuyama hasta el distrito Yanaigawa (柳井川?) del Pueblo de Kumakogen del Distrito de Kamiukena, ambas localidades de la Prefectura de Ehime. Tramo compartido con la Ruta Nacional 33.
- Desde el Cruce Shiyakushomae de la Ciudad de Matsuyama hasta el distrito Senzoku (千足?) del Pueblo de Tobe del Distrito de Iyo, ambas localidades de la Prefectura de Ehime. Tramo compartido con la Ruta Nacional 379.

## Localidades que atraviesa
- Prefectura de Ehime
  - Ciudad de Matsuyama
  - Pueblo de Tobe del Distrito de Iyo
  - Pueblo de Kumakogen del Distrito de Kamiukena

- Prefectura de Kochi
  - Pueblo de Yusuhara del Distrito de Takaoka

- Datos: Q5390636
- Multimedia: Route 440 (Japan) / Q5390636